# Alloporus bilobatus
Alloporus bilobatus är en mångfotingart som beskrevs av Christoph D. Schubart 1966. Alloporus bilobatus ingår i släktet Alloporus och familjen Spirostreptidae. Inga underarter finns listade i Catalogue of Life.